# Ctenochaetus marginatus
Ctenochaetus marginatus là một loài cá biển thuộc chi Ctenochaetus trong họ Cá đuôi gai. Loài cá này được mô tả lần đầu tiên vào năm 1835.

## Từ nguyên
Tính từ định danh của loài cá này, marginatus, trong tiếng Latinh có nghĩa là "có viền cạnh", ám chỉ những đường viền màu xanh lam ánh kim trên vây lưng và vây hậu môn.

## Phạm vi phân bố và môi trường sống
C. marginatus có phạm vi phân bố rải rác ở Trung và Đông Thái Bình Dương. Loài cá này được ghi nhận ở nhiều đảo quốc, quần đảo thuộc châu Đại Dương, bao gồm quần đảo Marshall, quần đảo Caroline, Kiribati, Tuvalu, đảo Johnston, quần đảo Marquises, quần đảo Society và quần đảo Line, và dọc theo bờ biển trải dài từ Costa Rica đến Colombia, bao gồm tất cả các quần đảo, hòn đảo ngoài khơi phía tây Trung Mỹ.
C. marginatus sống gần các rạn san hô ở vùng nước nông gần bờ, và cũng được tìm thấy ở những khu vực nước động, nhiều sóng, ở độ sâu đến ít nhất là 40 m, nhưng thường được quan sát ở độ sâu nông hơn (khoảng 18 m trở lại).

## Mô tả
Chiều dài cơ thể tối đa được ghi nhận ở C. marginatus là 27 cm. Có một mảnh xương nhọn chĩa ra ở mỗi bên cuống đuôi, tạo thành ngạnh sắc. Cơ thể hình bầu dục thuôn dài, có màu nâu xám sẫm với những đốm tròn nhỏ màu xanh lam phủ khắp cơ thể, với các đường sọc dọc cùng màu vây đuôi, vây lưng và vây hậu môn.
Số gai ở vây lưng: 8; Số tia vây ở vây lưng: 26 - 29; Số gai ở vây hậu môn: 3; Số tia vây ở vây hậu môn: 24 - 26; Số tia vây ở vây ngực: 16 - 17.

## Sinh thái
C. marginatus có thể sống đơn độc hoặc theo đàn. Thức ăn của các loài Ctenochaetus chủ yếu là các loại tảo và vụn hữu cơ. Chúng dùng răng của mình để đẩy cát đá trên nền đáy và xúc những mảnh tảo vụn vào miệng. Các loài Ctenochaetus đều có chung một đặc điểm là dạ dày có thành dày.